# Mater Natura
Mater natura è un film del 2005 diretto da Massimo Andrei, con Valerio Foglia Manzillo e Vladimir Luxuria. È stato presentato in concorso alla XX Settimana internazionale della critica di Venezia del 2005.

## Trama
Nella Napoli popolare Desiderio, donna transgender, sbarca il lunario prostituendosi e vive in perenne contrasto con il severo genitore che, non accettandone l'identità di genere e la vita dissennata, le nega sia l'affetto che la possibilità di abitare un appartamento rimasto sfitto.
Nonostante faccia vita da strada, Desiderio vive anche una storia d'amore con il giovane Andrea, il quale l'abbandona all'improvviso per sposare la propria fidanzata Maria facendola sprofondare nella disperazione.
Aiutata da un colorito gruppo di amici e amiche composto in prevalenza da trans, gay e prostitute, Desiderio riesce a ricucire i rapporti con la famiglia d'origine, seguendo intanto le varie tappe di uno spettacolo teatrale che l'amico Massimino e altri attori e attrici dilettanti stanno cercando faticosamente di portare in scena sfidando i pregiudizi di quartiere.
Alle vicende di Desiderio fanno intanto da contorno altre storie come quella di Armandina, delirante perpetua che sogna invano di poter affittare l'appartamento di proprietà dei genitori di Desiderio o quella di Europa, anziana donna trans che nonostante i tentativi dell'amica Suegno non riesce più ad adeguarsi alle richieste "di mercato" e brama di dedicarsi a tempo pieno all'assistenza dei bambini del rione pur di soddisfare l'innato senso materno.
A scuotere le esistenze del gruppo interverrà non solo il matrimonio di Andrea e Maria - che vanno ad abitare proprio nell'appartamento tanto agognato da Armandina - ma anche l'improvvisa morte di Andrea, ucciso da alcuni scippatori per essere intervenuto per soccorrere Desiderio, vittima designata dello scippo.
Durante un incontro con Maria, Desiderio viene a sapere che la ragazza ormai vedova è incinta dell'amato Andrea e tale circostanza la induce pertanto a donare al nascituro la sua casa ove la coppia era andata a vivere, e che le è stata intanto appena donata dal genitore.
Ormai stanche della vita da marciapiede e deluse dall'avvocato Sacco che aveva promesso di perorare politicamente la loro causa solo per biechi motivi elettorali, Massimino, Desiderio, Europa, Suegno e le altre si ritirano quindi in una vecchia masseria abbandonata alle falde del Vesuvio per dedicarsi all'agricoltura e alla gestione dell'agrifuturismo Mater Natura, accogliendovi per consulenze psicologiche alcuni dei loro ex clienti.

## Produzione
Il budget del film è stato stimato aggirarsi intorno al milione di euro.

## Riconoscimenti
- Nomination al Nastro d'argento al Miglior regista esordiente a Massimo Andrei
- Vinto il Premio del pubblico alla Settimana internazionale della critica di Venezia per Massimo Andrei
- Vinto il Premio FEDIC alla Settimana internazionale della critica di Venezia per Massimo Andrei
- Vinto il Premio Isvema Massimo Andrei alla Settimana internazionale della critica di Venezia per Massimo Andrei